# Сентельес, Алекс
Алеха́ндро Сентелье́с Пла́са (исп. Alejandro "Álex" Centelles Plaza; род. 30 августа 1999, Валенсия) — испанский футболист, защитник клуба «Альмерия».

## Клубная карьера
Сентельес — воспитанник клубов «Крэкс» и «Валенсия». В 2017 году он дебютировал за дублирующий состав последнего. В 2019 году Сентельес на правах аренды перешёл в португальский «Фамаликан». 14 сентября в матче против «Пасуш де Феррейра» он дебютировал в Сангриш лиге. В 2020 году Сентельес перешёл в «Альмерию». 5 ноября в матче против «Сабаделя» он дебютировал в Сегунде. В 2022 году игрок помог клубу выйти в элиту. 17 февраля 2023 года в матче против «Жироны» он дебютировал в Ла Лиге. 22 апреля в поединке против «Атлетик Бильбао» Алекс забил свой первый гол за «Альмерию». 